# Thời đại hoàng kim
Muhteşem Yüzyıl (phát âm tiếng Thổ Nhĩ Kỳ: [muhteʃɛm jyzjɯl], tiếng Anh: The Magnificent Century)  là một loạt phim truyền hình hư cấu lịch sử của Thổ Nhĩ Kỳ. Được viết bởi biên kịch Méral Okay và Yılmaz Şahin, bộ phim được dựa trên cuộc đời của Hoàng đế Ottoman Sultan Süleyman, Hoàng đế trị vì lâu nhất của đế chế Ottoman, và người vợ của ông, Hürrem Sultan, một cô gái từ một nữ nô lệ đã trở thành Sultana. (Hoàng hậu Ottoman). Bộ phim đã được công chiếu lần đầu tiên trên kênh Show TV và sau đó chuyển giao cho Star TV. Phim được công chiếu ở Việt Nam bắt đầu từ ngày 4/2/2015 với tên "Thời đại hoàng kim"

## Cốt truyện
Ở tuổi 26, khi lên ngôi Vua, Hoàng đế Süleyman đã tìm cách xây dựng một đế chế hùng mạnh hơn Alexander Đại đế và để Đế chế Ottoman của mình trở nên bất khả chiến bại. Trong suốt 46 năm tồn tại của triều đại, Süleyman không chỉ nổi tiếng vì là một chiến binh vĩ đại, mà ông còn là một vị Vua lỗi lạc, trị vì một Hoàng triều hùng mạnh với lãnh thổ rộng lớn. Cùng với người đồng hành của mình, Pargalı İbrahim, Süleyman đã giành được những chiến công to lớn. Süleyman gọi İbrahim là em trai, bạn bè và cố vấn của ông. Süleyman đã củng cố quyền lực của mình bằng các biện pháp: Phong cho İbrahim làm Đại Tể tướng của đế chế, tăng cường các quy định pháp luật trong toàn đế quốc, gặp gỡ các sứ giả, nhà ngoại giao của các nước, và chuẩn bị cho các chiến dịch quân sự cùng tất cả các biện pháp để cải thiện tình hình căng thẳng giữa Kitô giáo châu Âu và Ottoman.
Bộ phim cũng tập trung vào các mối quan hệ giữa các thành viên trong hoàng tộc, đặc biệt là những câu chuyện tình lãng mạn, và cả sự ganh đua, tranh đấu, những âm mưu, thủ đoạn trong chốn hậu cung. Cuộc chiến khốc liệt giữa Hürrem Sultan và Mahidevran Sultan để giành lấy quyền thừa kế ngai vàng cho con trai của mình; Hay câu chuyện của Hürrem từ một nữ nô lệ đã trở thành ái thiếp của Süleyman khi mang thai đứa con của ông, sau khi đứa trẻ được sinh ra, nàng bị thất sủng nhưng cuối cùng lại trở thành người vợ được Hoàng đế yêu quý nhất; Chuyện tình của Pargalı İbrahim với Trưởng Công chúa Hatice Sultan, em gái của Hoàng đế Süleyman, và những câu chuyện li kì khác xoay quanh cuộc đời của vị Vua lỗi lạc này.

## Phần 1
Năm 1520, tại Manisa, trong lúc đang đi săn, vị Hoàng tử Süleyman, lúc bấy giờ 26 tuổi, nhận được tin báo rằng phụ thân của mình, Hoàng đế Selim, đã băng hà, và Ngài phải đi đến Constantinople để kế vị ngai vàng. Trong lúc đó, Alexandra, một thiếu nữ người Ukrainian, bị bắt cóc trong một cuộc truy bắt nô lệ ở Tartar. Ba, mẹ và em gái của cô đều bị giết hại.
Hoàng tử Süleyman đến Constantinople cùng với người bạn thân của mình, Ibrahim Paşa. Alexandra, cùng những người nô lệ khác, bị đưa lên một con thuyền vượt qua biển Đen, cô bị ngược đãi và đánh đập dã man, cô đã chống cự và hét lên rằng cô thà chết còn hơn phải trở thành nô lệ.
Các hải tặc Ottoman bán Alexandra cho cung điện ở Crimea, và từ đây, cô bị bán cho cung điện Topkapi (nơi ở của Hoàng đế Süleyman). Khi Alexandra đến cung điện, cô được kiểm tra, và được giữ lại trong hậu cung.
Lúc này, Mahidevran Sultan, một Hoàng phi, thân mẫu của người con trai duy nhất của Hoàng đế là Hoàng Thái tử Mustafa, cảm thấy vô cùng bất an khi nhận ra Vua Süleyman không còn sủng ái mình như trước.
Nigar (một nữ quan trông coi hậu cung), vì ấn tượng với tính cách mạnh mẽ của Alexandra, nên đã luôn ở bên cạnh cô, Nigar giải thích với Alexandra rằng những cô gái bị đưa đến đây đều là những cống nữ, nhưng nếu cô biết cách cư xử và ngoan ngoãn làm theo những gì mình được sai bảo, cô sẽ được chọn để diện kiến Hoàng đế, và nếu cô chiếm được trái tim của Đức Vua, và sinh cho Ngài một hoàng tử, cô sẽ trở thành một Hoàng phi cao quý.
Vào một đêm, Trưởng Công chúa Hatice (em gái của Hoàng đế Suleyman), nghe được tiếng vĩ cầm của Ibrahim, khi anh đang chơi đàn trên sân thượng, Công chúa đã say mê tiếng đàn, và đem lòng yêu người nghệ sĩ chơi đàn.
Đêm đó, hoàng cung tổ chức một buổi dạ tiệc để chào mừng Hoàng đế Süleyman, và các cống nữ, trong đó có cả Alexandra, đã được chọn để múa phục vụ cho Đức Vua. Khi Hoàng đế Süleyman xem Alexandra nhảy múa, ngài đã ngay lập tức bị vẻ đẹp của cô làm cho mê đắm. Sau đó, Alexandra được chọn để qua đêm cùng Hoàng đế. Tuy nhiên, Hoàng phi Mahidevran đã ngăn không cho cô vào phòng của ngài.
Ngày hôm sau, Alexandra đã sẵn sàng để chính thức diện kiến Hoàng đế, nữ quan Nigar nói với Alexandra rằng Thứ năm là một ngày thiêng liêng, và rằng Hoàng đế sẽ chỉ dành cả ngày hôm ấy cho người phụ nữ mình yêu thương. Alexandra đã rất bất mãn khi nghe điều này, nhưng rồi cô lại có một đêm tuyệt vời bên cạnh nhà Vua.
Hôm nay là Thứ năm, và theo phong tục, Hoàng phi Mahidevran sẽ đến phòng của Hoàng đế, nhưng khi Mahidevran nhận được tin Alexandra sẽ ở cạnh Ngài đêm nay, cô đã vô cùng đau khổ. Đức Vua ban cho Alexandra một cái tên mới - Hürrem (nghĩa là "mang lại niềm vui cho người khác"). Đêm nọ, trong một bữa tiệc, Mahidevran đã dọa nạt Hürrem, và yêu cầu cô phải nhảy múa như những cống nữ. Hoàng phi gọi Hürrem là "Alexandra", Hürrem đã bất bình và nói rằng cô không phải là Alexandra, Hành động này của Hürrem được xem là một hành vi thất lễ, và Thái hậu đã lệnh trừng phạt Hürrem.
Sau đó, Mahidevran đến thăm Hürrem trong ngục tối, Hoàng phi nói rằng, nếu Hürrem muốn được tha tội, thì cô phải hôn lên váy của mình, và cầu xin sự tha thứ. Hurrem không hề nhún nhường, và tuyên bố rằng cô chẳng có gì để xin lỗi. Nghe được điều này, Mahidevran đã tức giận bỏ đi.
Ngày hôm sau, Hoàng đế Süleyman yêu cầu được gặp Hürrem và giải thoát cho cô. Khi Thái hậu biết tin, người càng căm ghét Hürrem. Vì bị giam cầm trong ngục tối, Hurrem đã bị bệnh.
Hoàng đế tặng cho Hürrem một chiếc nhẫn. Khi Hoàng phi Mahidevran nhìn thấy chiếc nhẫn, cô đã cố cướp nó khỏi tay Hürrem, nhưng Hürrem đã phản kháng và bỏ chạy cùng chiếc nhẫn.
Hoàng phi Mahidevran la hét, khóc lóc, sau đó cô ngất đi. Mahidevran đang mang thai. Vì quá tức giận, ngày nọ, Mahidevran đã đánh đập Hürrem tàn bạo, sau đó vu khống rằng Hürrem đã làm mình sẩy thai. Khi Hoàng đế phát hiện Hoàng phi nói dối, Mahidevran liền bị thất sủng.
Vua Süleyman sau đó lên đường hành quân trong chiến dịch mở mang bờ cõi. Lợi dụng lúc Đức Vua vắng mặt, Hoàng Thái hậu đã yêu cầu Hürrem kết hôn với con trai của Casim Paşa, Hürrem từ chối và nói dối Thái hậu rằng mình đang mang thai, nên không thể kết hôn. Thái hậu tin lời Hürrem, và cho phép cô ở lại hậu cung, nhưng người đã lệnh cho thượng quan Daye bí mật đưa Hürrem đến chỗ ngự y để kiểm tra. Hürrem đến cầu cứu Maria (người bạn thân của cô ở hậu cung, và là người đã bị bắt cóc cùng với cô). Maria từ chối giúp đỡ, và khi thượng quan Daye cùng Nigar đến để đưa Hürrem đi khám thai, Hürrem đã đập vỡ chiếc bình và dọa sẽ tự tử nếu họ còn bước lại gần. Nigar trấn an và thuyết phục Hürrem để mảnh vỡ xuống. Sau đó họ đưa Hürrem đến chỗ ngự y, và không ngờ rằng cô thật sự đang mang trong mình giọt máu của Hoàng đế.
Vua Süleyman nhận được tin báo và rất vui mừng. Một tuần sau, ngài trở về kinh thành. Một thời gian sau, Hürrem hạ sinh một hoàng tử, tên là Şehzade Mehmed. Vài năm sau Hurrem hạ sinh một nàng công chúa, tên Mihrimah.
Victoria, một cung nữ trong hậu cung, vốn là vị hôn thê của một người đàn ông bị giết trong cuộc chiến với Süleyman. Sau cái chết của vị hôn phu, cô được cử đến cung điện để ám sát Süleyman. Dần dần, cô chiếm được cảm tình của Hoàng đế và được gọi vào phòng của Ngài, rồi cô được đổi tên thành Sadika. Cô được lòng tất cả mọi người trong hậu cung, đặc biệt là với Thái hậu và Trưởng Công chúa Hatice, và sau này cô trở thành một người hầu đáng tin cậy.
Leo, vị hôn phu của Hürrem khi cô còn sống tại Crimea, trong lúc nỗ lực tìm kiếm cô, đã đến Istanbul. Anh được mọi người công nhận là một họa sĩ tài năng và được Hoàng đế Süleyman giao cho trọng trách trang trí cung điện của Trưởng Công chúa Hatice và vẽ hai bức chân dung: Một bức của Vua Süleyman và một bức cùng với Hürrem. Do hận thù giữa Ibrahim và Hürrem, Ibrahim âm mưu đầu độc Hürrem nhưng Leo đã kịp thời cứu cô bằng cách ăn kẹo độc và chết, chứng minh cho tình yêu và sự chung thủy của mình.

## Phần 2
Quốc vương Suleyman thành công trong việc lấy  dao từ Sadika ( cung nữ được tể tướng Ibarhim đưa vào cung và đang làm việc trong cung của công chúa Hatice ) cô sau đó đã bị vua tống cổ vào ngục. Sau đó cô bị tể tướng Ibrahim tra tấn như một hình phạt dã man vì đã cố sát hại quốc vương. Matracki đã thông đồng với kẻ thù của vua để đưa cô ấy vào cung ám sát và cuối cùng anh đã đưa cô ta trốn thoát khỏi hậu cung thành công trên một chuyến tàu
Công chúa Tây Ban Nha Isabella và cô hầu gái bị bọn cướp biển Thổ Nhĩ Kỳ bắt cóc và bán cho Suleyman. Họ sống biệt lập trong rừng. Suleyman có kế hoạch sử dụng cô ấy trong các cuộc đàm phán với các nhà cầm quyền châu Âu. Isabella bị vua giam cầm và nhiều lần cố gắng trốn thoát nhưng luôn thất bại. Quốc vương sủng ái cô công chúa này với tính cách mạnh mẽ của cô. Hürrem ghen tị và đe dọa. Sau đó hoàng phi giúp cô trốn thoát, nhưng cô bị Ibrahim phát hiện. Isabella đem lòng yêu Suleyman và vào hậu cung. Ở đó, cô trở thành một trong những tình nhân yêu thích của Suleyman. Hürrem với sự giúp đỡ của  Gula, Nigara và Nilufer đã giết cô ấy thành công.
Đại quan bali đem lòng yêu một cô gái Do Thái Armin. Cha cô không hài lòng và ông đã bắt cô rời khỏi thị trấn. Khi cô ấy trở lại thì cô ấy ốm nặng. Bali Bey cuối cùng đã kết hôn với Armin với sự chúc phúc của cha cô, nhưng cô qua đời vào ngày hôm sau.
Hatice sinh ra một cậu con trai, nhưng thật không may, đứa bé đã qua đời sớm. Cô rời cung điện để hồi phục sức khỏe.
Ibrahim đã từng ngủ với Nigar, và sau đó đưa cô được đến Cung điện Topkapi. Trái tim của Hatice tan vỡ và thái hậu muốn đưa công chúa đến Edrine. Hürrem đã giúp đỡ cô ấy.
Hatice đang sinh đôi. Mahidevran báo cho thái hậu biết về mối tình đáng xấu hổ của Leo và Hürrem. Thái hậu sau khi biết liền cho gọi Hürrem vào phòng của mình nhưng sau đó người đã ngất xỉu vì quá sốc.
Hürrem muốn kết hôn với Suleyman. Cô ấy nói với anh rằng cô ấy không thể làm từ thiện vì cô ấy là một nô lệ. Suleyman đã giải quyết vấn đề bằng cách trả tự do cho cô ấy. khi anh ấy đi vào phòng của cô ấy, cô ấy nói với anh ấy rằng cô ấy không thể ngủ với anh ấy vì cô ấy là một phụ nữ đã được tự do và tôn giáo của cô ấy cấm điều đó. Suleyman đưa Hürrem đến cung điện Topkapi và thái hậu cố gắng giết Hürrem. Đại quan Bali Bey cứu cô và Suleyman quyết định kết hôn với cô.
Sau đám cưới, Suleyman tuyên bố hurrem là vợ hợp pháp của anh trước công chúng. Khi Hürrem cố gắng hôn tay thái hậu , người đã đứng lên và tỏ ra không hài lòng với điều đó là điều không thể chấp nhận được  trong thế giới. Cô ấy ngất xỉu và họ đưa cô ấy vào phòng của mình để nghỉ ngơi. Mahidevran bất ngờ về đám cưới và tức giận. Cô quyết định rằng cô sẽ không cúi đầu trước Hurrem.
Ibrahim bị thương trong một buổi lễ bằng một mũi tên tẩm độc. Hürrem sợ anh ta sẽ đổ lỗi cho cô vì cô đã từng sai người bắn chết Ibrahim. Tiền đạo Ibrahim đã được gửi đến từ một trong những vizier. Nigar, Matrakci và Sumbul đang cùng Ibrahim đi spa để hồi phục sức khỏe.
Mahidevran tức giận đến gặp Suleyman và yêu cầu một người bảo vệ thông báo cho cô ấy nhưng Suleyman từ chối gặp cô ấy vì anh ta đang bận. Cô ấy tạo ra một vụ tai tiếng, vì vậy anh ấy quyết định nghe lời cô ấy. Cô ấy yêu cầu được giải thoát  nhưng Suleyman từ chối. Sau đó, cô yêu cầu anh ta gửi cô đến một tỉnh xa với con trai của cô nhưng anh ta trả lời rằng cô có thể đi, nhưng cậu con trai sẽ ở lại với anh ta. Mustafa thuyết phục Suleyman gửi cả hai người đến cung điện Endrin.
Theo yêu cầu của Validas, cháu gái Aybige của cô đến cung điện Topkapi để bảo vệ cô khỏi cuộc tranh giành quyền lực ở Crimea giữa các anh em của cô. Aybige được cảnh báo nên rời khỏi Hürrem vì cô ấy có thể có ảnh hưởng xấu đến cô ấy. Nhưng cô ấy bướng bỉnh và Hürrem được biết đến ở khắp mọi nơi, vì vậy cô ấy quyết định trở thành bạn của cô ấy. Cô phải lòng Bali Beja, người chịu trách nhiệm bảo vệ an ninh cho hoàng gia.
Nigar kết hôn với Matrakci theo yêu cầu của  Hatice và Valide. Nigar không hài lòng với điều đó vì cô đang yêu Ibrahim. Nhưng vào đêm tân hôn của mình, cô ngạc nhiên khi gặp Ibrahim, người giải thích với cô rằng đó là thỏa thuận giữa anh và Matrkci và cô sẽ ở bên anh từ bây giờ. Nigar rất vui với sự phát triển này.
Trong khi đó, Htice sinh đôi một trai một gái. Ibrahim rất vui khi nhìn thấy chúng. Nigar không vui.
Năm 17 tuổi Mustafa trở lại Topkapi để ở với cha mình. Anh yêu Nora và cô ấy có thai. Mustafa không biết rằng Efsun làm việc cho Hürrem và cô ra lệnh đầu độc anh ta. Cô đã bỏ thuốc độc vào thức ăn của Mustafa nhưng vào phút cuối, cô đổi ý và ném thức ăn xuống sàn. Mustafa bị ốm và Mahidevran kết luận rằng đó là lỗi của Hürrems mặc dù Mustafa không ăn phải chất độc.
Trong khi Suleyman đang có chiến tranh, Valida và Mahidevran đã nghĩ ra kế hoạch chống lại Hürrem. Valid đặt gián điệp và giao cho Hürrem lãnh đạo harem trong một thời gian. Trong cuộc nổi loạn do Validas tổ chức, điệp viên Fatima bị buộc tội ăn cắp vàng. Cô gái ngây thơ bị thiêu chết. Nô lệ cầm theo ngọn đuốc và di chuyển đến các căn phòng của Hürrems để giết cô nhưng cô đã được các vệ sĩ của mình cứu.
Khi Suleyman trở lại và phát hiện ra chuyện gì đã xảy ra. Anh ta nói rằng Valide  không đủ khả năng để lãnh đạo hậu cung và anh ta đã có đủ những cuộc cãi vã này. Anh ta cũng quan tâm đến Ibrahim vì anh ta đã không được trao một bức thư của Hürrem trong khi họ đang chiến tranh. Ibrahim trả lời rằng anh không muốn làm anh lo lắng và anh đã ra lệnh bảo vệ Hürrem.
Hürrem và Mahidevran tranh cãi và Mahidevran cố gắng tát cô. Suleyman nhìn thấy nó và bắt Mahidevran xin lỗi sau đó cô ấy đã khóc trong phòng của mình. Mustafa xông vào phòng của Hürrems để nói chuyện với cha mình, và họ cho rằng Hürrem đã thao túng anh ta.Sulyman gọi Mustafa vào phòng của mình nhưng anh ta từ chối. Mustafa gần như mất đi sự ủng hộ của cha mình vì ông không muốn đi trên con đường với ông, nhưng Ibrahim đã cứu được trong ngày.
Hürrem đang chiến đấu với Mustafa và Suleyman đứng về phía anh ta. Hürrem không hài lòng và tranh cãi với Suleyman. Cihangir, con trai út của Hürrems bị ốm nhưng cô ấy không nói điều đó với Suleyman, điều đó khiến Suleyman tức giận. Nhưng sau khi nhìn thấy con trai của mình quá ốm, ông và Hürrem cùng nhau gọi bác sĩ. Cihangir mắc phải cái bướu và họ đang cố gắng sửa nó khi cậu ấy vẫn còn là một đứa bé. Cihangir đang hồi phục nhưng không thể hồi phục hoàn toàn. Suleyman bị đau tim. Mahidevran biết rằng khi Suleyman chết, con trai cô sẽ trở thành quốc vương và cô thuyết phục Mustafa thực hiện các bước để ngăn chặn các cuộc tấn công của anh em mình. Anh ấy từ chối. Sau đó, Mahidevran nói chuyện với Ibrahim. Valide nghe thấy điều đó và gửi Hürrem cùng những đứa trẻ đến Hatice để bảo vệ chúng. Khi Suleyman tỉnh dậy, anh ấy thậm chí còn tức giận hơn với Mahidevran.
Mahidevran biết rằng Efsun đang mang thai và thuyết phục cô phá thai nhưng Mustafa ngăn cô lại và đưa Efsun vào phòng của cô. Hürrem nói Valide rằng Efsun đang mang thai và cho nó để giết cô ấy. Mustafa tại thời điểm này không thể cứu và Efsun và đứa trẻ bị giết.
Valida biết về Ibrahim navjeru và Nigar cố gắng đuổi cô đi. Đã đến phòng Suleymaniye để nói với anh ta nhưng bị đột quỵ trước khi anh ta không nói được gì. Mustafa đã đến Manisa.
Mahidevran phát hiện ra rằng Efsun đang mang thai và muốn cô phá thai, nhưng Mustafa ngăn cô lại và đưa Efsun vào phòng của anh ta. Hürrem nói với Valide về việc Efsun mang thai. Valide gửi Daye để thoát khỏi đứa bé. Mustafa đã không thể cứu cô ấy lần này, và em bé và Efsun chết.
Hürrem đang làm việc chống lại Ibrahim và ẩn náu với Gulsaha mà Mahidevran gần như đã giết chết. Hatice tìm thấy Nigar và phát hiện ra rằng Hürrem đã nói sự thật, rằng Nigar đang mang thai với Ibrahim. Nigar sinh con và Hatice nói với cô rằng đứa trẻ đã chết.
Valide chết và Suleyman giao cho Mahidevran quản hậu cung. Cô xử dụng sức mạnh đó để chiếm lấy các căn phòng của Valides nhưng Suleyman không cho phép. Hürrem buộc tội Mahidevran rằng  cô đã cố gắng bóp cổ Gulfem. Suleyman trao quyền quản lý hậu cung cho Hürrem.

## Nhân vật

### Nhân vật chính
| Diễn viên          | Vai                   | Mô tả | Phần  |
| ------------------ | --------------------- | --- | ----- |
| Halit Ergenç       | Sultan Süleyman I     | Hoàng đế thứ 10 của đế chế Ottoman | 1–4   |
| Meryem Uzerli      | Hürrem Sultan         | Hoàng phi Hürrem, vợ hợp pháp của Hoàng đế Süleyman, mẹ của 5 người con của ông: Hoàng tử Mehmet, Công chúa Mariam, Hoàng tử Selim, Hoàng tử Bayezid, Hoàng tử Cihangir                                                       | 1–3   |
| Vahide Perçin      | Hürrem Sultan         | Hoàng phi Hürrem, vợ hợp pháp của Hoàng đế Süleyman, mẹ của 5 người con của ông: Hoàng tử Mehmet, Công chúa Mariam, Hoàng tử Selim, Hoàng tử Bayezid, Hoàng tử Cihangir                                                       | 4     |
| Nur Fettahoğlu     | Mahidevran Sultan     | Hoàng phi Mahidevran, vợ thứ hai của Hoàng đế Süleyman, mẫu thân của Thái tử Şehzade Mustafa | 1–4   |
| Okan Yalabık       | Pargalı İbrahim Pasha | Đại Tể tướng của Đế chế Ottoman, bạn thân và cũng là em rễ của Hoàng đế Süleyman, phò mã của công chúa Hatice, cha của vương tử Osman và quận chúa Huricihan                                                                  | 1–3 4 |
| Nebahat Çehre      | Ayşe Hafsa Sultan     | Hoàng Thái hậu Hafsa, thân mẫu của Süleyman, hatice, Beyhan, Sah, Fatma và là vợ của Sultan Selim, I | 1–2   |
| Selma Ergeç        | Hatice Sultan         | Trưởng Công chúa Hatice, em gái thứ nhất của Süleyman, cô ruột của Mustafa, Mehmet, Mariam, Cihangir, Selim và Bayezid, chị gái cả của Beyhan, Sah, Fatma, vợ của İbrahim Pasha, mẹ của Hoàng tử Osman và Quận chúa Huricihan | 1–3   |
| Mehmet Günsür      | Şehzade Mustafa       | Thái tử Mustafa, con trai cả của Süleyman, chồng của cung phi Mihrunisa, Ayse, Fatma Hatun người con duy nhất của Hoàng phi Mahidevran Sultan, là người sẽ thừa kế ngai vàng                                                  | 2–4   |
| Berrak Tüzünataç   | Mihrünnisa Sultan     | Vợ của Thái tử Şehzade Mustafa,con dâu của hoàng phi Mahidevran, con gái của tướng quân Barbaros Hayreddin Pasha | 4     |
| Gürbey İleri       | Şehzade Mehmed        | Hoàng tử Mehmed, con đầu của Süleyman và Hürrem | 3     |
| Pelin Karahan      | Mihrimah Sultan       | Công chúa Mihrimah, con gái duy nhất của Süleyman và Hürrem, vợ của Rüstem Pasha | 3–4   |
| Ozan Güven         | Rüstem Pasha          | Phò mã của Công chúa Mihrimah, con rể của Sultan Suleyman và Hurrem Sultan, Đại Tể tướng của Đế chế Ottoman | 3–4   |
| Engin Öztürk       | Şehzade Selim         | Hoàng tử Selim, chồng của Nurbanu Sultan, con thứ ba của Süleyman và Hürrem, sau là Hoàng đế thứ 11 của Đế chế Ottoman, thân phụ của Murad III                                                                                | 4     |
| Merve Boluğur      | Nurbanu Sultan        | Cung phi Nurbanu - vợ hợp pháp của Şehzade Selim, sau là Thái hậu dưới triều của quốc vương Murad III | 4     |
| Aras Bulut İynemli | Şehzade Bayezid       | Hoàng tử Bayezid, con thứ tư của Süleyman và Hürrem | 4     |
| Tolga Sarıtaş      | Şehzade Cihangir      | Hoàng tử Cihangir, con thứ năm của Süleyman và Hürrem | 4     |
| Deniz Çakır        | Şah Sultan            | Công chúa Şah, em gái thứ ba của Süleyman, vợ của Lütfi Pasha, mẹ của Công chúa Esmehan Sultan | 3     |
| Meltem Cumbul      | Fatma Sultan          | Công chúa Fatma, em gái thứ tư của Süleyman, vợ của Mustafa Pasha và sau đó là Kara Ahmed Pasha | 4     |
| Burak Özçivit      | Malkoçoğlu Balı Bey   | Chiến binh dũng mãnh của Ottoman, tình nhân của Quận chúa Aybige Hatun | 2–3   |
| Tuncel Kurtiz      | Ebussuud Efendi       | Thẩm phán của Istanbul | 3–4   |
| Filiz Ahmet        | Nigar Kalfa           | Nữ quan trong Hậu cung, người tình của İbrahim, mẹ của Esmanur | 1–3   |
| Serkan Altunorak   | Taşlıcalı Yahya Bey   | Một trong những nhà thơ nổi tiếng của Triều đại Ottoman, bạn và cố vấn thân cận của Hoàng Thái tử Mustafa | 3–4   |
| Sarp Akkaya        | Atmaca                | Bạn và cố vấn của Thái tử Mustafa, sau theo phò tá Hoàng tử Bayezid | 4     |
| Selim Bayraktar    | Sümbül Ağa            | Tổng quản trong Hậu cung, người hầu thân cận nhất của Hürrem | 1–4   |

### Nhân vật phụ
| Diễn viên               | Vai                      | Mô tả | Phần |
| ----------------------- | ------------------------ | --- | ---- |
| Selen Öztürk            | Gülfem Hatun             | Cung phi Gülfem, vợ đầu của Hoàng đế Süleyman, bạn thân tín của trưởng công chúa Hatice                                         | 1–4  |
| Serdar Orçin            | Sinan Pasha              | Một đô đốc của Đế chế Ottoman, Tổng Tư lệnh Hải quân, em trai của Rüstem Pasha                                                  | 4    |
| Tolga Tekin             | Barbaros Hayreddin Pasha | Một đô đốc của Đế chế Ottoman, Tổng Tư lệnh hải quân và là Tổng trấn đầu tiên, người ủng hộ Thái tử Mustafa, cha của Mihrünissa | 3–4  |
| Mehmet Özgür            | Lütfi Pasha              | Phò mã của Công chúa Şah, sau trở thành Đại Tể tướng của Ottoman sau khi Ayas Pasha mất, cha của tiểu Công chúa Esmehan         | 3    |
| Yetkin Dikinciler       | Kara Ahmed Pasha         | Phò mã của Công chúa Fatma, sau trở thành Đại Tể tướng của Ottoman                                                              | 4    |
| Pınar Çağlar Gençtürk   | Beyhan Sultan            | Công chúa Beyhan, em gái thứ hai của Süleyman, vợ của Ferhad Pasha                                                              | 1–3  |
| Sabina Toziya           | Afife Hatun              | Thượng quan trong Hậu cung, mẹ của Yahya Efendi                                                                                 | 3–4  |
| Fehmi Karaarslan        | Ayas Pasha               | Viên Tể tướng Hội đồng, sau trở thành Đại Tể tướng của Ottoman sau khi Ibrahim Pasha bị hành quyết                              | 1–3  |
| Arif Erkin Güzelbeyoğlu | Piri Mehmed Pasha        | Đại Tể tướng của Ottoman trước Ibrahim Pasha                                                                                    | 1–2  |
| Murat Şahan             | Mustafa Pasha            | Tổng Tư lệnh hải quân trước Barbaros, sau là Tể tướng của Hội đồng                                                              | 1–3  |
| Burcu Özberk            | Huricihan Sultan         | Quận chúa Huricihan, con gái của Trưởng Công chúa Hatice và Đại Tể tướng Ibrahim, đem lòng yêu Hoàng tử Bayezid                 | 4    |
| Yasemin Allen           | Defne Sultan             | Ái thiếp của Şehzade Bayezid, mẹ của người con trai cuối của Bayezid                                                            | 4    |
| Ecem Çalık              | Esmehan Sultan           | Tiểu Công chúa Esmehan, con gái của Công chúa Şah và Lütfi Pasha                                                                | 3    |
| Fatih Al                | Matrakçı Nasuh           | Nhà toán học, sử học, địa lý học, nhà tiểu họa, và là nhà phát minh, cố vấn thân cận của Ibrahim                                | 1– 4 |
| Almeda Abazi            | Nazenin Hatun (Valeria)  | Cung phi của Hoàng đế Süleyman, mẹ của Công chúa Raziye Sultan, trước kia là người hầu của Nurbanu Sultan                       | 4    |
| Elif Atakan             | Rümeysa Sultan           | Ái thiếp của Thái tử Mustafa | 3    |
| Serenay Aktaş           | Ayşe Sultan              | Ái thiếp của Thái tử Mustafa, mẹ của công chúa Nergisşah Sultan                                                                 | 3    |
| Cansu Dere              | Firuze Hatun (Hümeyra)   | Công chúa Ba Tư, hầu gái trong Hậu cung, ái thiếp của Süleyman                                                                  | 3    |
| Melike İpek Yalova      | Isabella Fortuna         | Công chúa xứ Castille, người tình của Hoàng đế Süleyman                                                                         | 2    |
| Efe Mehmet Güneş        | Sultanzade Osman         | Vương tử Osman, con trai của Trưởng Công chúa Hatice và Đại Tee tướng İbrahim Pasha                                             | 3    |
| Hasan Küçükçetin        | İskender Çelebi          | Bộ trưởng Tài chính Ottoman, nổi tiếng về sự giàu có của mình, kẻ thù của İbrahim Pasha                                         | 2–3  |
| Gökhan Çelebi           | Ferhad Pasha             | Phò mã của công chúa Beyhan | 1    |
| Kıvanç Kılınç           | Ferhad Pasha             | Phò mã của công chúa Beyhan | 1    |
| Ezgi Eyüboğlu           | Aybige Hatun             | Cháu gái của Thái hậu Hafsa, Quận chúa xứ Crimea, người yêu của Bali Bey                                                        | 2    |
| Alp Öyken               | Pope Clement VII         | Giáo hoàng của Giáo hội Công giáo La Mã trong thời gian đó                                                                      | 1–2  |
| Sema Keçik              | Daye Hatun               | Thượng quan trong Hậu cung, người hầu của Thái hậu Hafsa                                                                        | 1–2  |
| Nihan Büyükağaç         | Gülşah Hatun             | Người hầu của Hoàng phi Mahidevran, sau là người hầu của Hoàng phi Hürrem                                                       | 1–3  |
| Burcü Güner             | Fahriye Kalfa (Diana)    | Người hầu của hoàng phi Mahidevran, sau là người hầu của Hoàng phi Hürrem                                                       | 3–4  |
| Saadet Aksoy            | Victoria (Sadıka Hatun)  | Một nữ Bá tước Hungary, có mối thù với Süleyman                                                                                 | 1–2  |
| Saygın Soysal           | Mercan Ağa               | Người hầu thận cận của Công chúa Şah Sultan                                                                                     | 3    |
| Engin Günaydın          | Gül Ağa                  | Tổng quản trong Hậu cung, người hầu thân cận của Hürrem                                                                         | 2    |
| Yüksel Ünal             | Şeker Ağa                | Bếp trưởng của Ngự thiện phòng                                                                                                  | 1–4  |
| Gürkan Uygun            | Mimar Sinan              | Kiến trúc sư trưởng của Hoàng đế Süleyman                                                                                       | 3–4  |
| Yıldırım Fikret Urağ    | Sokollu Mehmed Pasha     | Đại Tể tướng của Ottoman sau Semiz Ali Pasha                                                                                    | 4    |
| Dolunay Soysert         | Gracia Mendes Nasi       | Một người phụ nữ Do Thái giàu có, sau này trở thành một nhân vật nổi bật trong nền chính trị của Đế chế Ottoman                 | 4    |
| Burcu Tuna              | Gülnihal Hatun (Maria)   | Bạn thời thơ ấu của Hürrem | 1    |
| Melisa Sozen            | Efsun Hatun (Nora)       | Người hầu của Hürrem, người yêu của thái tử Mustafa                                                                             | 2    |
| Seçkin Özdemir          | Leo                      | Hôn phu cũ của Hürrem (khi Hürrem chưa vào Hậu cung)                                                                            | 1    |
| Gamze Dar               | Fidan Hatun              | Người hầu của Hürrem, sau là người hầu của Mahidevran                                                                           | 2–4  |
| Müjde Uzman             | Armin Hatun              | Mối tình đầu của Balı Bey, con gái của Joşua Effendi                                                                            | 2    |
| Bergüzar Korel          | Monica Teresa            | Em gái của Senior Gritti | 1    |

## Chương trình phát sóng quốc tế
| Quốc gia              | Tựa phim                                         | Kênh                                | Ngày công chiếu                                                  | Giờ phát sóng                     |
| Thổ Nhĩ Kỳ            | Muhteşem Yüzyıl                                  | Show TV(phần 1–2) Star TV(phần 2–4) | 1/1/2011                                                         | 20:00                             |
| --------------------- | ------------------------------------------------ | ----------------------------------- | ---------------------------------------------------------------- | --------------------------------- |
| Liên đoàn Ả Rập       | حريم السلطانHareem Elsultan                      | OSN Ya Hala(Pay-per-view)           | 3/12/2011                                                        |                                   |
| Liên đoàn Ả Rập       | حريم السلطانHareem Elsultan                      | Dubai TV                            | 3/12/2011                                                        |                                   |
| Afghanistan           | حرم سلطانHurrem Sultan                           | 1TV                                 | 8/2012                                                           |                                   |
| Albania               | Sulltani - Shekulli Madhështor                   | Albanian Screen                     | 12/2011                                                          | 20:00                             |
| Azerbaijan            | Möhtəşəm əsr                                     | Lider TV                            | 12/2011                                                          | 20:10                             |
| Bangladesh            | সুলতান সুলেমানSultan Suleiman                         | Deepto TV                           | 18/11/2015                                                       | 19:30                             |
| Bosnia và Herzegovina |                                                  | Televizija OBN                      | 22/8/2012                                                        | 20:00                             |
| Bulgaria              | Великолепният векVelikolepniyat vek              | TV7 Diema Family                    | 7/9/2012 29/82015                                                | 20:30 16:00                       |
| Chile                 | El Sultán                                        | Canal 13                            | 14/12/2014                                                       | 23:00                             |
| Trung Quốc            |                                                  | CCTV                                | 9/2013                                                           |                                   |
| Croatia               | Sulejman veličanstveni                           | RTL Televizija                      | 22/8/2012                                                        | 19:00                             |
| Cộng hòa Síp          |                                                  | ANT1                                | 9/2012                                                           | 21:30                             |
| Cộng hòa Séc          | Velkolepé století                                | TV Barrandov                        | 17/12/2011                                                       | 20:00                             |
| Ai Cập                |                                                  | Al Hayat TV                         | 11/2011                                                          |                                   |
| Ai Cập                |                                                  | MBC Masr                            | 2014                                                             |                                   |
| Estonia               | Sajandi armastus                                 | Kanal 2                             | 1/9/2013                                                         | 19:35 hoặc 20:35                  |
| Pháp                  |                                                  | France 2                            | 9/2012                                                           | 20:00                             |
| Hy Lạp                | Σουλεϊμάν ο ΜεγαλοπρεπήςSouleiman o Megaloprepis | ANT1                                | 28/8/2012 (phần 1, 2 3a) 21/10/2013 (phần 3b) 10/6/2014 (phần 4) | 21:30 (phần 1,2,3) 22:15 (phần 4) |
| Georgia               | დიდებული საუკუნე                                 | Maestro TV                          | 9/2013                                                           | 21:45                             |
| Hungary               | Szulejmán                                        | RTL Klub                            | 4/1/2013                                                         | 21:30                             |
| Indonesia             | Abad Kejayaan/King Suleiman                      | antv[4]                             | 22/12/2014                                                       | 22:00                             |
| Iran                  | حريم سلطانHareem-e soltan                        | GEM TV                              | 9/2012                                                           | 22:00                             |
| Israel                | הסולטאןHaSultan                                  | Israel Plus                         | 12/2013                                                          | 19:00                             |
| Ý                     | Il secolo Magnifico                              | Babel TV                            | 6/2013                                                           |                                   |
| Kazakhstan            | Сүлеймен сұлтан                                  | Хабар                               | 15/3/2012                                                        |                                   |
| Kyrgyzstan            | Даңазалуу доор                                   | KTRK                                | 15/3/2012                                                        |                                   |
| Kosovo                | '                                                | RTV21                               | 1/2012                                                           | 20:00                             |
| Litva                 | Didingas amžius                                  | LNK                                 | 7/9/2013                                                         | 15:00                             |
| Macedonia             | Величествениот султан                            | Kanal 5                             | 12/12/2011                                                       | 21:00                             |
| Maroc                 | '                                                | Medi 1 TV                           | 12/2011                                                          |                                   |
| Montenegro            | Sulejman Veličanstveni                           | Prva TV RTCG                        | 3/2012 11/10/2013                                                | 20:00 20:05                       |
| Pakistan              | میرا سلطان Mera Sultan"                          | Geo Kahani                          | 10/5/2013- 27/1/2015                                             | 21:00                             |
| Ba Lan                | Wspaniałe stulecie                               | TVP1                                | 6/10/2014                                                        | 15.45                             |
| Romania               | Süleyman Magnificul                              | Kanal D Romania                     | 5/9/2012                                                         | 20:00                             |
| Nga                   | Великолепный век                                 | Domashny                            | 9/1/2012                                                         | 21:00                             |
| Serbia                | Sulejman Veličanstveni                           | Prva B92 Nova.rs Pink               | 9/2/2012 1/9/2013 17/12/2013 19/9/2014                           | 20:20 19:05 20:00                 |
| Slovakia              | Sultán                                           | TV Doma                             | 15/12/2011                                                       | 20:30                             |
| Slovenia              | Sulejman Veličastni                              | Planet TV                           | 5/3/2013                                                         | 12:50                             |
| Tây Ban Nha           |                                                  | 1+1                                 | 7/7/2014                                                         | 21:32                             |
| Tunisia               | حريم السلطانHareem Elsultan                      | Nessma TV                           | 4/2013                                                           | 20:45                             |
| Ukraine               |                                                  | 1+1                                 | 3/10/2012                                                        | 17:15                             |
| USA                   | Suleimán - El Gran sultán                        | MundoFox                            | 1/7/2014                                                         | 20:00                             |
| Việt Nam              | Thời đại hoàng kim - The Golden Age              | HTV7                                | 4/2/2015                                                         | 11:00                             |